# Jean-François-Michel Birnbaum
Pour les articles homonymes, voir Birnbaum.
Jean-François-Michel Birnbaum, né le 19 septembre 1792 à Bamberg et décédé le 14 décembre 1877 à Giessen, est un jurisconsulte et un auteur dramatique allemand.

## Biographie
Il étudia à partir de 1811 le droit à Erlangen et ensuite à Landshut.
Il fut appelé en 1817 à devenir professeur de droit à l'université d'État de Louvain.
C'est lui qui y fonda avec ses collègues Léopold Auguste Warnkoenig et Holtius la « Bibliothèque du jurisconsulte », qui plus tard fusionna avec la revue juridique Thémis de Paris.
Il dut quitter la Belgique après la révolution belge et s'établit à Bonn où il enseigna à la Haute École, puis redevint professeur à Fribourg-en-Brisgau en 1833, à Utrecht en 1835, et enfin en 1840 professeur de droit à l'université de Giessen dont il devint chancelier en 1847.

## Quelques publications
- Deduktion der Rechte des Herzogs von Looz-Corswarem auf das Fürstentum Rheina-Wolbeck, Aix-la-Chapelle, 1830.
- Die rechtliche Natur der Zehnten, Bonn, 1831. (La nature juridique de la dîme)
- Commentatio de Hugonis Grotii in definiendo jure naturali vera mente, 1835.